# Caroline Alexander
Caroline Sarah Alexander (Millom, 3 maart 1968) is een voormalig Brits mountainbikester en wielrenster. Ze vertegenwoordigde haar vaderland tweemaal op rij bij de Olympische Spelen, te beginnen in 1996 in Atlanta. Daar eindigde Alexander op de 43ste plaats in de eindrangschikking van het onderdeel individuele wegwedstrijd. Een jaar eerder won ze de Europese titel mountainbike op het onderdeel cross-country.

## Erelijst
1995
- Europese kampioenschappen, Mountainbike
- Britse kampioenschappen, Cyclocross

1996
- Britse kampioenschappen, Cyclocross
- 43e in Olympische Spelen, wegwedstrijd, Elite

1997
- 1e WB-wedstrijd in Sankt-Wendel, Mountainbike

2000
- Europese kampioenschappen, Mountainbike
- 2e Britse kampioenschappen, Individuele wegwedstrijd
- 1e in 3e etappe Redlands Bicycle Classic
- 12e Olympische Spelen, Mountainbike